# إيفا ليند
إيفا ليند (بالألمانية: Eva Lind) (و. 1966  م) هي منشدة، ومغنية، ومغنية أوبرا نمساوية، ولدت في إنسبروك.

## التعليم
تعلمت في جامعة فيينا.

## وصلات خارجية
- إيفا ليند على موقع IMDb (الإنجليزية)
- إيفا ليند على موقع ميوزك برينز (الإنجليزية)
- إيفا ليند على موقع أول ميوزيك (الإنجليزية)
- إيفا ليند على موقع ديسكوغز (الإنجليزية)

- إيفا ليند في قاعدة بيانات الأفلام على الإنترنت